# Filmografia de Lucero

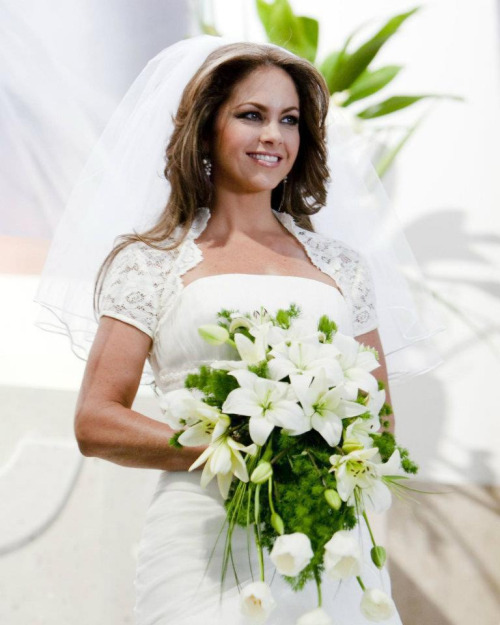
Lucero em Soy tu Dueña (2010)

A atriz, cantora e apresentadora mexicana Lucero já participou de novelas, filmes, especiais e peças de teatro. Começou sua carreira em 1980, aos onze anos, apresentando o programa infantil Alegrías de Mediodía. Permaneceu no programa até em 1982, emendando com a série infantil Chiquilladas. Depois de Chiquilladas, Lucero passou a protagonizar novelas. Entre as mais conhecidas e bem sucedidas da artista estão Chispita (1982), Lazos de Amor (1995), Alborada (2005) Soy tu Dueña (2010), e Carinha de Anjo (2016). Das dez novelas em que atuou, Lucero interpretou sete protagonistas, uma coprotagonista e duas antagonistas.
No cinema, protagonizou sete filmes e fez uma dublagem para o filme da Disney, Tarzan (1999), para exibição na América Latina. Dos sete filmes, seis foram comédias românticas e musicais, com Lucero interpretando jovens ricas e sonhadoras, que se apaixonam pelo protagonista.
Como apresentadora, Lucero já conduziu várias premiações como o Prêmio TVyNovelas do México, o Grammy Latino e o Latin American Music Awards dos EUA, assim como o evento beneficente Teleton. Além da versão mexicana, Lucero também compareceu nas edições de alguns outros países da América Latina. A artista também apresentou reality shows como La Voz... México e Yo Soy el Artista. Lucero também participou de especiais, como os festivais infantis Juguemos a Cantar (1982) e América, esta es tu canción (1982).

## Novelas

Abertura de Chispita (1982)

Lucero começou sua carreira como atriz em 1982 aos treze anos, protagonizando a novela Chispita, produzida por Valentín Pimstein e exibida pela emissora mexicana Canal de las Estrellas (atual Las Estrellas). Remake da trama argentina Andrea Celeste (1979), escrita por Abel Santacruz, Chispita foi o primeiro grande sucesso de Lucero, fazendo com que a então artista mirim se estabilizasse no meio artístico mexicano. Na trama, Lucero interpretou Isabel, uma menina que se torna órfã após seu pai falecer e sua mãe (Angélica Aragón) perder a memória devido a um acidente e não reconhecer a menina como sua filha. Chispita foi um grande sucesso no México, porém obteve êxito maior quando passou a ser exibido em outros países. No Brasil, por exemplo, foi exibida seis vezes pela emissora SBT entre 1984 e 1996, e uma vez pela CNT em 1997. Com esse numero de exibições, Chispita acabou se tornando a novela mais reprisada na televisão brasileira, assim como a segunda mais reprisada pelo SBT, perdendo somente para as também mexicanas María la del Barrio (1995), protagonizada pela atriz e cantora Thalía, e La Usurpadora (1998), protagonizada pela atriz venezuelana Gabriela Spanic, ambas exibidas sete vezes pela emissora.
Em 1989, após seis anos afastada das novelas, Lucero volta como a protagonista da trama Cuándo Llega el Amor, ao lado de Omar Fierro e Nailea Norvind. Produzida por Carla Estrada e exibida pelo Canal de las Estrellas, Lucero interpretou Isabel Contreras, uma menina rica e montadora de cavalos. Ao saber que seu noivo Rodrigo (Guillermo García Cantú) a traiu com sua prima Alejandra (Nailea Norvind), Isabel desiste de tudo e por impulso, acaba participando de uma maratona equestre, sem ter se preparado o suficiente. Alejandra acaba boicotando a participação de Isabel, cortando as rédias de seu cavalo e fazendo-a se acidentar. Após algum tempo ainda em recuperação, Isabel avista da janela de seu quarto, Luis Felipe (Omar Fierro), um fotógrafo que mora no mesmo edifício. Os dois se apaixonam e fazem de tudo para ficar juntos apesar das diferenças sociais.

Lucero como María Fernanda, María Paula e María Guadalupe em Lazos de Amor (1995)

Em 1993, Lucero voltou à televisão protagonizando Los Parientes Pobres. É a segunda novela com Lucero a ser produzida por Carla Estrada e foi exibida pelo Canal de las Estrellas. Na trama, Lucero foi Margarita Santos, uma jovem que pertence a uma família rica, que por conta de um golpe, acaba ficando na ruína.
Em 1995, Lucero protagonizou e antagonizou a novela Lazos de Amor, produzida novamente por Carla Estrada e exibida pelo Canal de las Estrellas. Lucero interpretou quatro personagens na trama: as trigêmeas María Guadalupe, María Fernanda e María Paula, e a mãe das irmãs, Isabel. Após um acidente de carro levando a morte de seus pais, María Guadalupe desaparece sendo encontrada por uma comerciante, María Fernanda acaba ficando cega e María Paula sai ilesa. Com Guadalupe desaparecida, a família passa anos e anos tentando encontrá-la.
Em 2000, Lucero protagoniza ao lado de Jorge Salinas e Jaime Camil, a novela Mi Destino Eres Tú. Produzida mais uma vez por Carla Estrada e exibida pelo Canal de las Estrellas, Lucero interpreta Andrea San Vicente, uma jovem advogada que tenta reconstruir sua vida após a morte de seu marido, Ramiro (Mauricio Islas). Mi Destino Eres Tú foi a primeira novela adulta e polêmica de Lucero, assim como foi o seu primeiro fracasso na televisão. A trama foi tão pesada para o público na época, principalmente para os seus fãs, que acabou perdendo audiência ao longo dos capítulos.
A volta por cima veio em 2005, quando Lucero protagonizou a novela Alborada. Foi a quarta novela protagonizada por Lucero que foi produzida por Carla Estrada. Com Alborada, Lucero pela primeira vez contracenou com o ator Fernando Colunga. A trama histórica, se passou na época do México colonial, e a artista interpretou María Hipólita.
Em 2008, Lucero interpretou Rebecca Sánchez, sua segunda antagonista em Mañana es para Siempre, contracenando com Silvia Navarro e mais uma vez com Fernando Colunga. A trama foi produzida  Nicandro Díaz González e exibida pelo Canal de las Estrellas. Sánchez é uma mulher ambiciosa e invejosa, que é enviada por Artemio Bravo (Rogelio Guerra), que guarda um grande ódio pela família Elizalde. Como parte do plano de vingança de Bravo, Sánchez muda sua identidade para Bárbara Greco, e consegue se ingressar na empresa leiteira da família como assistente pessoal do matriarca, o fazendeiro Gonzalo Elizalde (Guerra).   

Fernando Colunga, Lucero e Valentino Lanus em Alborada (2005)

Em 2010, Lucero protagonizou a novela Soy tu Dueña, juntamente com Gabriela Spanic e pela terceira vez com Colunga. Produzida por Nicandro Díaz González e exibida pelo Canal de las Estrellas, Lucero interpretou Valentina Villalba, uma fazendeira amargurada que sofre por muitos anos pelo abandono de seu noivo no dia de seu casamento. Isso muda quando conhece o também fazendeiro José Miguel Montesinos (Colunga).
Em 2012, Lucero protagonizou sua última novela na Televisa até então, a cômica Por Ella... Soy Eva, ao lado de Jaime Camil. Produzida por Rosy Ocampo e exibida pelo Canal de las Estrellas, Lucero interpretou Helena Moreno, uma mãe solteira que batalha para sustentar seu filho e seus pais. Ela conta com um grande projeto que elaborou por anos referente a uma praia pequena do México, e recebe ajuda do empresário Juan Carlos Caballero (Camil), que de início planeja roubá-lo, mas depois desiste quando se vê apaixonado pela moça.
No dia 9 de Março de 2016, foi especulado que Lucero teria assinado um contrato com a emissora SBT, para participar do remake brasileiro da novela mexicana Carita de Ángel (2000). No mesmo dia, a emissora se pronunciou dizendo que as negociações com a artista estavam avançadas, porém sua contratação foi negada. Em 28 de Março, foi anunciado que Lucero assinou o contrato para sua participação na trama, se tornando a primeira atriz mexicana a coprotagonizar e a segunda a participar de uma novela brasileira. A primeira foi a atriz e cantora Dulce María, que fez uma participação especial em Rebelde (2011) da RecordTV. Na trama, a artista interpreta Teresa Lários, a mãe da protagonista interpretada pela atriz-mirim Lorena Queiroz. Teresa é mexicana e esposa de Gustavo Lários (Carlo Porto), empresário de uma cafeicultura brasileira. Após sofrer um acidente ao voar de asa-delta, Teresa morre e anos depois passa a estar constantemente presente nos sonhos da filha, se tornando sua conselheira. Na versão mexicana, a personagem foi interpretada pela atriz Marisol Santacruz. Apesar de no início parte da mídia mexicana ter criticado bastante a contratação de Lucero pelo SBT e até ter definido a sua troca repentina do México pelo Brasil de "retrocesso" e "trabalho de baixo nível", a artista acabou sendo elogiada posteriormente pela estréia da trama ter sido bem-sucedida, e sua atuação ter sido o destaque do primeiro capítulo. Carinha de Anjo teve início em 21 de Novembro de 2016 e terminou no dia 6 de Junho de 2018, totalizando 403 capítulos.

## Séries de televisão
Em 1982, Lucero participou da série infantil Chiquilladas, ao lado de outros atores mirins da época como, Aleks Syntek, Ginny Hoffmann e Carlos Espejel. O programa que era transmitido pelo Canal de las Estrellas, era constituído por uma série de esquetes feita pelos atores mirins. Lucero, assim como os outros do elenco, interpretava vários personagens, inclusive paródias como a de Olívia Palito, da Branca de Neve e uma versão mirim da atriz Lupita D'Alessio.
Em 1985, Lucero participou da primeira temporada da renomada série mexicana, Mujer, Casos de la Vida Real, exibido pelo Canal de las Estrellas. A artista interpretou Chelo, no episódio "El Exámen", contracenando Adriana Barraza e Eric del Castillo. Chelo era uma menina que tinha tudo para ter uma vida normal, porém por conta de seu pai controlador e obssessivo, a garota passou somente a se dedicar aos estudos, se privando do lazer, para poder ser aprovada no último ano. Ao saber do resultado da prova, Chelo fica chocada ao ver que tinha sido reprovada. Com medo de sofrer alguma repressão de seu pai, a garota demora para voltar para casa, enquanto sua família a espera com festa, pensando o contrário. Ao chegar em casa, Chelo se tranca no quarto e ao perceber sua demora para sair, seu pai arromba a porta e encontra a filha desmaiada na cama, ao lado de um vidro de comprimidos vazio.
Em 1988, Lucero participou de dois episódios da sitcom Papá Soltero, como ela mesma. Os episódios também serviram de divulgação para o seu então novo álbum de estúdio, Lucerito. A série mostra o dia-a-dia de Don César Costa (César Costa), diretor e produtor de televisão, e sua família. Seu segundo filho, Césarino (Luis Mario Quiroz), é um grande fã de Lucero e sonha em conhecê-la, porém suas tentativas fracassam. Com a ajuda de seu irmão e seu pai, Cesarin envia um grande buque de flores para a artista. A princípio, Lucero pensa que quem lhe enviou foi seu namorado, como pedido de desculpas, já que a relação entre os dois estava estremecida. Mais tarde, Lucero descobre pelo seu namorado que não foi ele que mandou, e sim um fã. Cesarin, ao descobrir que Lucero se enganou sobre as flores, se decepciona mais uma vez, porém ainda insiste em conhecê-la, comparecendo a sua apresentação no programa Siempre en Domingo. De surpresa, Lucero antes de cantar, agradece ao seu namorado e a Cesarin, pelo buque de flores. Papá Soltero foi a última série que Lucero participou até então.

## Filmes

Pedro Fernández e Lucero (então creditada como Lucerito) no pôster do filme Coqueta (1983)

Lucero estreou no cinema em 1983, quando protagonizou o filme Coqueta, ao lado do ator e cantor mexicano Pedro Fernández. O filme foi dirigido por Sergio Vejar e Lucero interpretou Rocío, uma jovem que conhece e se apaixona por Pablo, interpretado por Fernández. O romance dos dois é interrompido quando Rocío sofre um acidente no dia de seu aniversário e para esconder as consequências deste grave acidente, Pablo e a família da menina faz de tudo para deixá-la feliz.
Em 1984, Lucero protagonizou o filme Delincuente, também dirigido por Sergio Vejar.  Em Delincuente, Lucero contracena mais uma vez com Pedro Fernández, intepretando Cecília e Alejandro. Cecília é uma jovem rica, que sonha em ser modelo. Com isso, ela vive posando para fotos feita por seu amigo que é fotógrafo. Certa noite, este conhece Alejandro, interpretado por Fernández, um menino de rua, e resolve acolhê-lo. Ao ver uma das fotos de Cecília na casa do fotógrafo, Alejandro se apaixona por ela e decide conquistá-la. Com isso, Alejandro fará de tudo para esconder que é pobre, já que Cecília é de família rica. Delincuente foi um filme feito às pressas devido aos pedidos dos fãs de Lucero e Fernández, que ficaram descontentes com o final dos seus respectivos personagens em Coqueta.
Em 1985, Lucero protagonizou Fiebre de Amor, dirigido por René Cardona, Jr.  No filme, Lucero atuou ao lado do cantor Luis Miguel, que também já era um ídolo juvenil na época. A artista interpretou uma jovem que mora em Acapulco, e que é fanática por um cantor teen (Miguel). Ela vibra com a notícia de que o cantor virá a cidade para shows, e resolve fazer de tudo para conhecê-lo, imaginando situações inusitadas. Em uma dessas ocasiões, a jovem acaba sendo sequestrada, e caberá ao cantor ir atrás dos bandidos para salvá-la. O filme foi um sucesso comercialmente, fazendo com que ficasse em exibição nos cinemas mexicanos por seis meses.

Luis Miguel e Lucero no pôster do filme Fiebre de Amor (1985)

Em 1987, Lucero repete a parceria com o diretor René Cardona, Jr. protagonizando o filme Escápate Conmigo. No filme, a artista interpretou Lucerito, uma jovem que mora em um castelo, pertencente a sua tia Raymunda (Adriana Welter). Raymunda, por ser bastante controladora, quer que sua sobrinha se case com Don Gastón (Alfredo Wally Barrón). Certo dia, ao ver na televisão que terá um concurso chamado "Rainha por um Dia" e o prêmio será entregue por um velho amigo seu (Manuel Mijares), Lucerito acaba fugindo do castelo para a capital e pelo caminho, acaba encontrando várias pessoas estranhas e se metendo em várias confusões. Foi por conta deste filme, que Lucero conheceria seu então futuro esposo, o também cantor e ator mexicano Manuel Mijares. Lucero e Mijares se casariam dez anos depois do lançamento do filme, em 1997.
Em 1988, Lucero protagonizou o filme Quisiera ser Hombre, dirigido por Abel Salazar. O filme conta a história de Manuela (Lucero), que não consegue arrumar um emprego como design de moda, pelo mercado somente preferir homens para trabalhar nesta área. Manuela decide então se vestir como homem e enfim consegue um trabalho como ajudante do desenhista Miguel (Guillermo Capetillo). Ao saber que o "rapaz" tinha acabado de chegar a cidade e não tinha nenhum lugar para ficar, Miguel resolve convidá-lo para se hospedar em sua casa. A cada dia que passa, Manuela se vê mais com problemas ao manter seu disfarce. A gota d'água é quando se apaixona pelo seu próprio chefe.
Em 1989, Lucero em mais uma parceria com o diretor René Cardona, Jr., protagoniza o filme Deliciosa Sinvergüenza. Lucero interpretou uma ladra profissional que é procurada constantemente pela polícia. Para despistá-la, a jovem usa seu talento em inventar diversos disfarces. Deliciosa Sinvergüenza foi o último filme que Lucero protagonizou em seu auge na década de 80. Nos anos 90, a artista somente se dedicaria em atuar na televisão.
Em 1999, Lucero emprestou sua voz para o filme de animação Tarzan, dublando a personagem Jane. Sua dublagem valeu para alguns países da América Latina. A artista fez parceria com o ator mexicano Eduardo Palomo, que dublou Tarzan. Este foi o único filme de animação até então que Lucero realizou uma dublagem.
Após quinze anos de hiatus, Lucero voltou ao cinema participando do filme Zapata: El Sueño del Héroe. O filme, dirigido por Alfonso Arau, é até hoje considerado um dos mais caros do cinema mexicano, e conta a história de Emiliano Zapata, interpretado pelo ator e cantor Alejandro Fernández, e tem como pano de fundo a revolução mexicana. Lucero interpretou Esperanza, uma moça da alta sociedade que se torna amante de Zapata. Este foi o último filme que Lucero participou até então.

## Programas e especiais
Lucero iniciou sua carreira como apresentadora em 1980, conduzindo o programa Alegrías de Mediodía no Canal de las Estrellas. O programa foi a estréia oficial de Lucero na televisão, e a artista o apresentou até em 1982. Alegrías de Mediodía foi um programa musical infantil, em que se apresentavam vários calouros mirins. No mesmo ano, Lucero compareceu em dois festivais infantis, Juguemos a cantar e América, esta es tu canción. Sua participação em ambos os festivais foram pequenas e somente durante o encerramento, para cantar suas canções-temas.
Já referente às premiações, Lucero apresentou o Prêmio TVyNovelas por quatro vezes (1989, 1991, 2005 e 2007), o Grammy Laitno por sete vezes (2006, 2007, 2009, 2010, 2011, 2012 e 2013), sendo considerada a artista que mais apresentou ambos os prêmios, as duas primeiras edições do Latin American Music Awards em 2015 e 2016, e o Prêmio Bandamax em 2019.
Em 1997, Lucero foi escolhida para ser embaixadora e apresentadora oficial da versão mexicana do Teleton. Devido a sua exitosa condução da primeria edição do evento, Lucero acabou sendo escalada para apresentar as edições seguintes. Em 2003, devido a uma polêmica envolvendo um de seus seguranças e a imprensa mexicana, a Televisa, que transmitia o evento, acabou tirando Lucero da sua condução, sendo substituída pela atriz Verónica Castro. Lucero só retornaria ao programa em 2010, participando também em 2011, 2012 e 2013, mas não como apresentadora principal. Na edição americana para o público latino, Lucero chegou a integrar ao time de apresentadores duas vezes, em 2012 e 2013. A artista também já participou das edições do Chile em 1991, 2000 e 2007, El Salvador e Guatemala em 2014, Equador em 2015, e do Brasil em 2015 e 2016. Lucero também participou e apresentou reality shows como a edição mexicana de The Voice, sendo uma das juradas, ao lado dos cantores Aleks Syntek, Alejandro Sanz e Espinoza Paz, e Yo Soy el Artista, da emissora Telemundo.
No dia 13 de Dezembro de 2016, a emissora SBT transmitiu o show do último capítulo da novela Cúmplices de um Resgate (2015), que ocorreu nos dias 27 e 28 de Julho no Ginásio do Ibirapuera, em São Paulo. Lucero fez uma participação especial na apresentação, cantando os temas "Carinha de Anjo", "Filha Linda" e "Pequena Aprendiz", que fazem parte da trilha de Carinha de Anjo, trama que sucedeu Cúmplices de um Resgate. A exibição obteve êxito, deixando o SBT na vice-liderança e por vezes em primeiro lugar, ultrapassando o último episódio da série Supermax (2016), transmitido pela Rede Globo.
Em 2017, Lucero acabou saindo da Telemundo e assinou um contrato com outra emissora latino-americana, Univision. Seu primeiro trabalho na emissora foi ser jurada do reality show La Reina de la Canción. Aproveitando o período em que Lucero estava lançando um álbum de banda sinaloense chamado Enamorada con Banda, o objetivo do programa era escolher uma nova cantora desse mesmo gênero musical.

## Teatro

Lucero no pôster promocional de Regina (2003)

Lucero estreou no teatro em 1986, participando da peça Don Juan Tenório, um drama religioso dividido em duas partes e publicado em 1844 por José Zorrilla y Moral. Esta versão foi produzida e dirigida pelo ator mexicano Gonzalo Vega e Lucero interpretou Dona Inés, uma freira que não resiste aos encantos de Don Juan e acaba se apaixonando por ele, se transformando em um amor impossível.
Em 2003, Lucero protagonizou o musical Regina. A história foi baseada no livro Regina: Dos de Octubre No se Olvida de António Velazco Piña, foi escrita por António Calvo e dirigida por Rafael Perrin. Antes de Lucero, várias outras atrizes foram cogitadas para protagonizar a peça, e assim que foi convidada,  Lucero aceitou participar por ver aquilo como uma oportunidade. A peça conta a história da dakini Regina (Lucero), que possui poderes sobrenaturais concedidos por Dalai Lama, que controlam as forças da natureza. Com isso, seu tutor (Moisés Suarez) a incentiva a seguir os mesmos passos e ter os mesmos objetivos que Lama teve ao longo de sua vida.

## Canções interpretadas nos filmes
O filme Coqueta não teve trilha sonora, porém Lucero interpretou duas canções suas: "Música" e "Llévame", do álbum Con Tan Pocos Años (1983). "Llévame" foi escrita por Sérgio Andrade, então empresário da artista, e "Música" foi escrita pela própria Lucero. Assim como Coqueta, seu segundo filme Delincuente, também não teve trilha sonora, mas Lucero novamente interpretou uma canção sua no filme: "Con Tan Pocos Años", do álbum de mesmo nome e foi escrita por Andrade também.
Em 1984, foi lançado um filme de animação mexicano, Katy, la Oruga. Lucero contribuiu para sua trilha sonora, gravando as canções "Katy, la Oruga", escrita por Silvia Roche e J. G. Esquivel, e "Un Día Volaré", escrita por Roche e Nacho Méndez. Posteriormente, essas canções foram lançadas em um maxi single.
Já Fiebre de Amor (1985), teve sua trilha sonora, porém boa parte dela, não foi interpretada por Lucero e sim por Luis Miguel. Lucero somente interpretou duas canções no filme: "Siempre te Seguiré" e "Todo el Amor del Mundo", este sendo em parceria com Miguel. Todas as canções foram escritas por Luis Rey, pai do cantor, e a trilha sonora foi lançada com a intenção de ser mais um álbum de estúdio de Miguel.
Para o filme Escápate Conmigo (1987), foi lançado um EP/trilha sonora, com quatro canções somente interpretadas por Lucero, que foram tocadas durante o filme: "Buén Día", "Refresco para Dos" e "Corazón Aventurero", escritas por Sue e Javier, e "Sueños" e "Un Mundo Mejor", escritas por Armando Manzanero.
Em 1989, Lucero tinha lançado seu nono álbum de estúdio, Cuéntame. Duas faixas desde álbum foram tocadas no filme Deliciosa Sinvergüenza (1989): "Cuéntame" e "Me Gusta tu Diñero", escritas por César Valle e José Ramón Flórez.
O filme Zapata: El Sueño del Héroe, teve sua trilha sonora, com canções instrumentais e também interpretadas pelo elenco principal. Lucero gravou uma canção para o filme, "Quédate en Mí", escrita por Reyli Barba.

## Personagens cotados
Ao longo de sua carreira, Lucero já foi cogitada a interpretar vários outros papéis em novelas, que terminaram ficando com outras atrizes. O primeiro caso ocorreu em 1982 com Chispita. De acordo com a própria artista durante uma entrevista no programa The Noite com Danilo Gentili em 2015, Lucero de início tinha conseguido passar nos testes para ser a antagonista da trama, porém, a outra atriz que seria a protagonista Isabel, desistiu do projeto. Os produtores para não perder tempo, escalou Lucero para ser a protagonista e escolheu outra atriz para ser a vilã da trama.
Em 1988, Lucero chegou a ser cotada para protagonizar a novela Carrusel (1989). Além da artista, outras atrizes também foram cogitadas como: Salma Hayek, Victoria Ruffo, Erika Buenfil e Edith González, porém, o papel acabou ficando com a atriz Gabriela Rivero. De acordo com Rivero, os produtores a escolheram pois a atriz já tinha apresentado um programa para crianças e na época estava atuando em uma peça infantil.
Em 1997, Lucero foi uma das cotadas para protagonizar a novela El Privilegio de Amar (1998), porém, a escolha ficou com a atriz Adela Noriega. Mesmo não tendo passado no casting, a artista acabou sendo escolhida para interpretar sua canção-tema, em parceria com seu então marido, o cantor Manuel Mijares.
Em 2003, a artista chegou a ser cotada pela produtora Carla Estrada para protagonizar a novela Amor Real (2003), ao lado de Fernando Colunga. Lucero acabou recusando o convite por na época estar comprometida com a divulgação de seu então novo álbum de estúdio Un Nuevo Amor (2002), e optado por protagonizar a peça Regina. O personagem acabou ficando  mais uma vez com a atriz Adela Noriega.
Em 2014, Lucero foi cotada para interpretar sua terceira antagonista na novela La Malquerida (2014), mas por conta dos produtores da trama e a artista não terem chegado a um acordo referente à salário, Lucero desistiu do papel ficando posteriormente para a atriz Sabine Moussier. A desistência de Lucero em relação à novela e o desinteresse da Televisa em encontrar um novo projeto para a artista, foram um dos motivos de sua saída da emissora no mesmo ano.
Em Maio de 2015, já como contratada da Telemundo, foi anunciado que Lucero estaria cotada para protagonizar sua primeira novela na emissora que se chamaria La Indomable. Lucero atuaria ao lado de Willian Levy, porém de acordo com a imprensa, a artista recusou por achar sua personagem "velha demais" e as negociações não avançaram.
Em 2016, foi especulado que a artista protagonizaria ao lado da atriz Angélica Vale a novela Silvana Sin Lana (2016) da Telemundo. Como Lucero se desinteressou pelo projeto por optar em atuar na novela Carinha de Anjo, seu papel acabou ficando com a atriz Maritza Rodríguez.
No fim de 2018, muito se especulou a volta de Lucero à televisão mexicana com o remake de Cuna de Lobos (1986), em que a artista interpretaria a antagonista Catalina Creel. Em Abril de 2019, a artista revelou que tinha recusado a proposta pois se achava muito nova para o papel. O personagem acabou ficando para a atriz espanhola Paz Vega.

## Filmografia
| Novelas             | Novelas                              | Novelas                                                | Novelas                                                                                                | Novelas                                                                                                | Novelas |
| Ano                 | Título                               | Papel                                                  | Emissora                                                                                               | Nota                                                                                                   | Ref.    |
| ------------------- | ------------------------------------ | ------------------------------------------------------ | --- | --- | ------- |
| 1982–83             | Chispita                             | Isabel "Chispita"                                      | Canal de las Estrellas                                                                                 | Protagonista                                                                                           | [ 55 ]  |
| 1989–1990           | Cuándo Llega el Amor                 | Isabel Contreras                                       | Canal de las Estrellas                                                                                 | Protagonista                                                                                           | [ 55 ]  |
| 1993                | Los Parientes Pobres                 | Margarita Santos                                       | Canal de las Estrellas                                                                                 | Protagonista                                                                                           | [ 55 ]  |
| 1995–96             | Lazos de Amor                        | María Guadalupe / María Fernanda / María Paula / Laura | Canal de las Estrellas                                                                                 | Protagonista / Antagonista                                                                             | [ 55 ]  |
| 2000                | Mi Destino Eres Tú                   | Andrea San Vicente                                     | Canal de las Estrellas                                                                                 | Protagonista                                                                                           | [ 55 ]  |
| 2005–06             | Alborada                             | María Hipólita                                         | Canal de las Estrellas                                                                                 | Protagonista                                                                                           | [ 55 ]  |
| 2008–09             | Mañana Es Para Siempre               | Rebecca Sánchez / Bárbara Greco                        | Canal de las Estrellas                                                                                 | Antagonista                                                                                            | [ 55 ]  |
| 2010                | Soy tu Dueña                         | Valentina Villalba                                     | Canal de las Estrellas                                                                                 | Protagonista                                                                                           | [ 55 ]  |
| 2012                | Una Família con Suerte               | Ela mesma                                              | Canal de las Estrellas                                                                                 | Participação especial                                                                                  | [ 55 ]  |
| 2012                | Por Ella... Soy Eva                  | Helena Moreno                                          | Canal de las Estrellas                                                                                 | Protagonista                                                                                           | [ 55 ]  |
| 2016–18             | Carinha de Anjo                      | Teresa Lários                                          | SBT | Co-protagonista                                                                                        | [ 55 ]  |
| Séries              |                                      |                                                        | | |         |
| Ano                 | Título                               | Papel                                                  | Emissora                                                                                               | Nota                                                                                                   | Ref.    |
| 1985                | Mujer, Casos de la Vida Real         | Chelo                                                  | Canal de las Estrellas                                                                                 | Episódio: "El Exámen"                                                                                  | [ 56 ]  |
| 1982 1986           | Chiquilladas                         | Vários / Ela mesma                                     | Canal de las Estrellas                                                                                 | |         |
| 1988                | Papá Soltero                         | Ela mesma                                              | Canal de las Estrellas                                                                                 | 3 episódios                                                                                            |         |
| Filmes              |                                      |                                                        | | |         |
| Ano                 | Título                               | Papel                                                  | Diretor                                                                                                | Nota                                                                                                   | Ref.    |
| 1983                | Coqueta                              | Rocío                                                  | Sergio Vejar                                                                                           | — | [ 57 ]  |
| 1984                | Delinquente                          | Cecilia                                                | Sergio Vejar                                                                                           | — | [ 57 ]  |
| 1985                | Fiebre de Amor                       | Lucerito                                               | René Cardona, Jr.                                                                                      | — | [ 57 ]  |
| 1987                | Escápate Conmigo                     | Lucerito                                               | René Cardona, Jr.                                                                                      | — | [ 57 ]  |
| 1989                | Quisiera Ser Hombre                  | Manuela / Manuel                                       | Abel Salazar                                                                                           | — | [ 57 ]  |
| 1990                | Deliciosa Sinvergüenza               | Lucero                                                 | René Cardona, Jr.                                                                                      | — | [ 57 ]  |
| 1999                | Tarzan                               | Jane                                                   | Chris Buck Kevin Lima                                                                                  | Voz (versão para América Latina)                                                                       | [ 58 ]  |
| 2004                | Zapata: El Sueño del Héroe           | Esperanza                                              | Alfonso Arau                                                                                           | — | [ 57 ]  |
| Especiais           |                                      |                                                        | | |         |
| Ano                 | Título                               | Papel                                                  | Emissora                                                                                               | Nota                                                                                                   | Ref.    |
| 1980–82             | Alegrías de Mediodía                 | Apresentadora                                          | Canal de las Estrellas                                                                                 | Programa de variedades                                                                                 | [ 59 ]  |
| 1982                | Juguemos a Cantar                    | Ela mesma                                              | Canal de las Estrellas                                                                                 | Especial                                                                                               | [ 59 ]  |
| 1982                | América, esta es tu canción          | Ela mesma                                              | Canal de las Estrellas                                                                                 | Especial                                                                                               | [ 59 ]  |
| 1995                | Lucero Siempre Contigo               | Ela mesma                                              | Canal de las Estrellas                                                                                 | Especial                                                                                               | [ 59 ]  |
| 1989 1991 2005 2007 | Prêmio TVyNovelas                    | Apresentadora                                          | Canal de las Estrellas                                                                                 | Especial                                                                                               | [ 59 ]  |
| 1991 2000 2007      | Teleton Chile                        | Ela mesma                                              | Canal 13                                                                                               | Especial                                                                                               | [ 59 ]  |
| 2006–09             | Latin Grammy Celebra                 | Apresentadora                                          | Univision                                                                                              | Especial                                                                                               | [ 59 ]  |
| 2011                | La Voz... México                     | Jurada                                                 | Canal de las Estrellas                                                                                 | Reality show                                                                                           | [ 59 ]  |
| 1997–2002 2010–13   | Teleton México                       | Apresentadora                                          | Canal de las Estrellas                                                                                 | Especial                                                                                               | [ 59 ]  |
| 2006–07 2009–13     | Grammy Latino                        | Apresentadora                                          | Univision                                                                                              | Especial                                                                                               | [ 59 ]  |
| 2012–13             | Teleton USA                          | Apresentadora                                          | Univision                                                                                              | Especial                                                                                               | [ 59 ]  |
| 2014                | Teleton El Salvador                  | Apresentadora                                          | TCS | Especial                                                                                               | [ 59 ]  |
| 2014                | Teleton Guatemala                    | Apresentadora                                          | Canal 13 Teleonce                                                                                      | Especial                                                                                               | [ 59 ]  |
| 2014                | Yo Soy el Artista                    | Apresentadora                                          | Telemundo                                                                                              | Reality show                                                                                           | [ 59 ]  |
| 2014                | Aquí Estoy                           | Ela mesma                                              | Telemundo                                                                                              | Especial                                                                                               | [ 59 ]  |
| 2015                | Teleton Equador                      | Ela mesma                                              | Ecuavisa                                                                                               | Especial                                                                                               | [ 59 ]  |
| 2015–16             | Latin American Music Awards          | Apresentadora                                          | Telemundo                                                                                              | Especial                                                                                               | [ 59 ]  |
| 2015–16             | Teleton Brasil                       | Ela mesma                                              | SBT | Especial                                                                                               | [ 59 ]  |
| 2016                | Cúmplices de um Resgate: O Show      | Ela mesma                                              | SBT | Especial                                                                                               | [ 59 ]  |
| 2017                | La Reina de la Canción               | Jurada                                                 | Univision                                                                                              | Reality show                                                                                           | [ 59 ]  |
| 2017                | Pase VIP                             | Convidada                                              | Univision                                                                                              | Especial                                                                                               | [ 59 ]  |
| 2018                | Mañanitas a Santa Maria de Guadalupe | Ela mesma                                              | Las Estrellas                                                                                          | Especial                                                                                               | [ 59 ]  |
| 2019                | La Voz Kids                          | Jurada                                                 | Las Estrellas                                                                                          | Reality show                                                                                           | [ 59 ]  |
| 2019                | Prêmio Bandamax                      | Apresentadora                                          | Las Estrellas                                                                                          | Especial                                                                                               | [ 59 ]  |
| Teatro              |                                      |                                                        | | |         |
| Ano                 | Título                               | Papel                                                  | Diretor                                                                                                | Nota                                                                                                   | Ref.    |
| 1986                | Don Juan Tenório                     | Dona Inéz de Ulloa                                     | Gonzago Vega                                                                                           | Protagonista                                                                                           | [ 60 ]  |
| 2003                | Regina                               | Regina                                                 | Rafael Perrin                                                                                          | Protagonista                                                                                           | [ 60 ]  |
| Web                 |                                      |                                                        | | |         |
| Ano                 | Título                               | Papel                                                  | Nota                                                                                                   | Nota                                                                                                   | Ref.    |
| 2020                | Mucho Que Contar                     | Ela mesma                                              | Especial; 21 episódios                                                                                 | Especial; 21 episódios                                                                                 |         |
| Comerciais          |                                      |                                                        | | |         |
| Ano                 | Comercial                            | Comercial                                              | Descrição                                                                                              | Descrição                                                                                              | Ref.    |
| 1985                | Mirinda                              | Mirinda                                                | Porta-voz dos novos sabores do refrigerante                                                            | Porta-voz dos novos sabores do refrigerante                                                            | [ 61 ]  |
| 1992                | Head & Shoulders                     | Head & Shoulders                                       | Porta-voz da edição mexicana do produto                                                                | Porta-voz da edição mexicana do produto                                                                | [ 61 ]  |
| 1998                | Bimbo                                | Bimbo                                                  | Porta-voz da nova linha de pães saudáveis da marca                                                     | Porta-voz da nova linha de pães saudáveis da marca                                                     | [ 61 ]  |
| 1999                | Banamex                              | Banamex                                                | Porta-voz em comemoração do então centésimo aniversário do banco                                       | Porta-voz em comemoração do então centésimo aniversário do banco                                       | [ 61 ]  |
| 1998–2000           | Telcel                               | Telcel                                                 | Porta-voz em comemoração do então centésimo aniversário do banco                                       | Porta-voz em comemoração do então centésimo aniversário do banco                                       | [ 61 ]  |
| 2000                | Doritos e Pepsi                      | Doritos e Pepsi                                        | Campanha feita em parceria com o cantor Chayanne                                                       | Campanha feita em parceria com o cantor Chayanne                                                       | [ 61 ]  |
| 1999–2002           | SBC                                  | SBC                                                    | Porta-voz dos novos serviços de banda larga para a comunidade latina dos EUA                           | Porta-voz dos novos serviços de banda larga para a comunidade latina dos EUA                           | [ 61 ]  |
| 2002–06             | Sabritas                             | Sabritas                                               | Porta-voz em comemoração do então sexagésimo aniversário da marca                                      | Porta-voz em comemoração do então sexagésimo aniversário da marca                                      | [ 61 ]  |
| 2003–08             | Fragrância Lucero                    | Fragrância Lucero                                      | Divulgação de sua primeira fragrância                                                                  | Divulgação de sua primeira fragrância                                                                  | [ 61 ]  |
| 2008–09             | Governo do Estado de México          | Governo do Estado de México                            | Porta-voz das conquistas do governo                                                                    | Porta-voz das conquistas do governo                                                                    | [ 61 ]  |
| 2011                | DirecTV                              | DirecTV                                                | Intitulada como Vamos por Más, a campanha divulgou a televisão à cabo para a comunidade latina dos EUA | Intitulada como Vamos por Más, a campanha divulgou a televisão à cabo para a comunidade latina dos EUA | [ 61 ]  |
| 2008–13             | Olay                                 | Olay                                                   | Porta-voz da nova linha de cremes, maquiagem e sabonetes da marca                                      | Porta-voz da nova linha de cremes, maquiagem e sabonetes da marca                                      | [ 61 ]  |
| 2011–13             | Pantene                              | Pantene                                                | Porta-voz do shampoo da marca                                                                          | Porta-voz do shampoo da marca                                                                          | [ 61 ]  |
| 2018–19             | Lucero Línea de Ropa                 | Lucero Línea de Ropa                                   | Coleção de roupas e calçados                                                                           | Coleção de roupas e calçados                                                                           | [ 61 ]  |
| 2020                | GRS Electrodomésticos                | GRS Electrodomésticos                                  | Porta-voz da linha de eletrodomésticos da marca                                                        | Porta-voz da linha de eletrodomésticos da marca                                                        |         |